# Anatolij Kotešev
Anatolij Alekseevič Kotešev (in russo Анатолий Алексеевич Котешев?; 16 luglio 1944) è un ex schermidore sovietico, vincitore di una medaglia d'argento nella scherma ai giochi olimpici.